# Josef Václav Myslbek

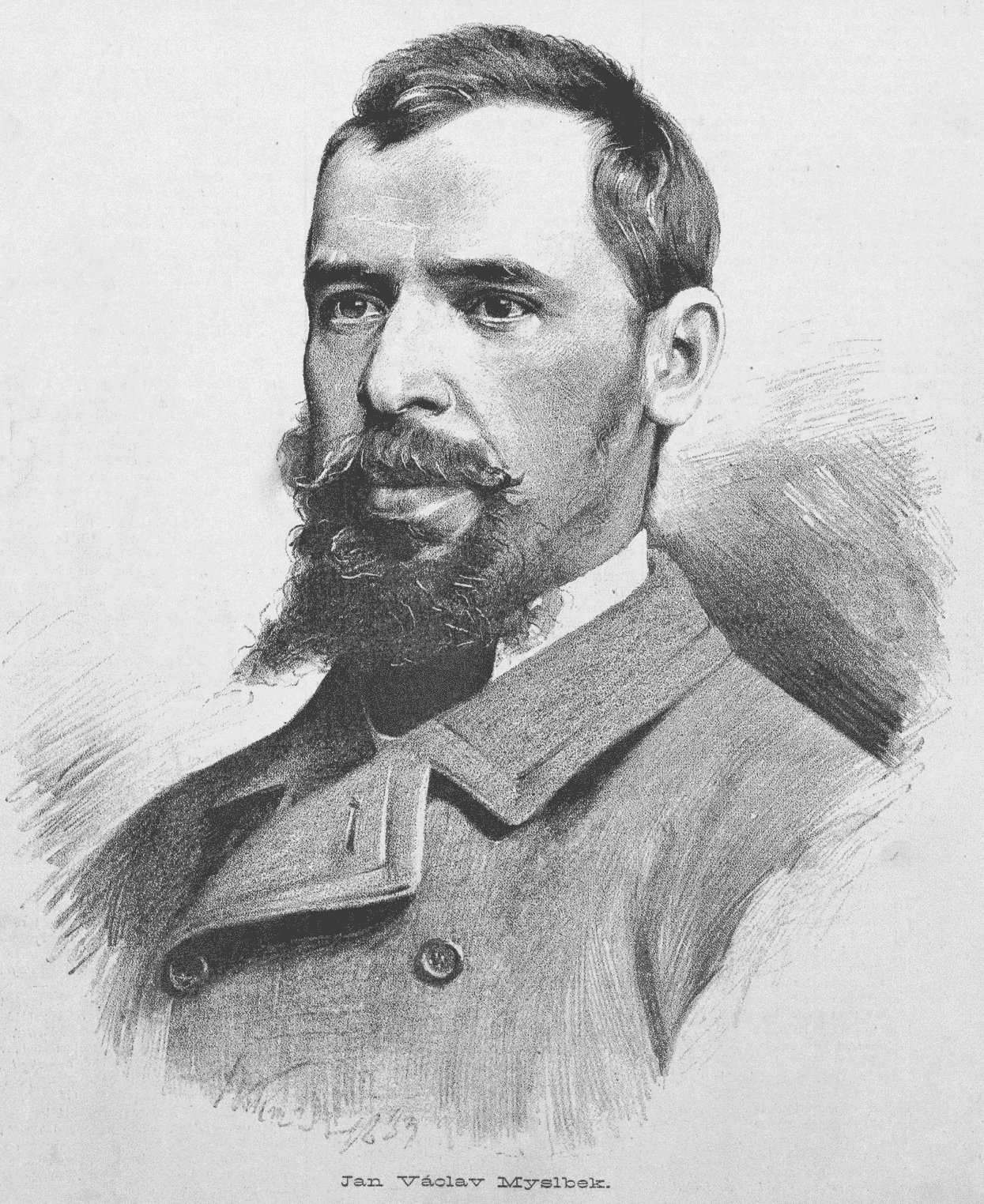
Josef Václav Myslbek

Josef Václav Myslbek, född 20 juni 1848 i Prag, död där 2 juni 1922, var en tjeckisk skulptör.
Myslbek utbildades i den moderna franska skolan, fick pris på konstutställningar i Wien, Paris, München och Berlin och prydde offentliga platser i Prag med konstverk, till exempel ryttarstatyn av den helige Wenzel (Václav), figurerna på Palacký-bron, byster av Bedřich Smetana och Josef Jiří Kolár i Nationalteatern samt många gravreliefer. För parlamentsbyggnaden i Wien utförde han en allegorisk figur, monumentet över Jan Žižka i Tábor, statyn över furst Mikael i Serbien (1873).